# Eugamandus darlingtoni
Eugamandus darlingtoni är en skalbaggsart som beskrevs av Fisher 1942. Eugamandus darlingtoni ingår i släktet Eugamandus och familjen långhorningar. Inga underarter finns listade i Catalogue of Life.